# Kate Malone
Kate Olivia Malone (Londres, 29 de enero de 1959) es una ceramista británica conocida por sus grandes vasijas escultóricas y sus esmaltes. Fue distinguida como Miembro de la Orden del Imperio Británico (MBE) en 2019.

## Trayectoria
Malone estudió en el Politécnico de Bristol (1979-1982) y en el Royal College of Art. En 1986, comenzó a trabajar en un estudio en el South Bank Craft Centre en Charing Cross.
La producción artística de Malone forma parte de la colección del British Council. Sus creaciones también se encuentran en diversas colecciones públicas, como por ejemplo las del Arts Council (Londres), el Bristol City Museum and Art Gallery, el Crafts Council (Londres), el Ashmolean Museum (Oxford), el Musée national de céramique de Sèvres, el Victoria & Albert Museum, el Museo de Arte del Condado de Los Ángeles, o el Musée des arts décoratifs de Montreal, entre muchas otras. También realizó un gran número de obras nuevas para una exposición inspirada en Waddesdon Manor en 2016, incluidos jarrones con retratos de Ferdinand de Rothschild y su hermana Alice Charlotte von Rothschild.
La obra de Malone también se exhibe en varios lugares públicos, como un pez gigante de cerámica en el agua en las marismas de Hackney, un espacio abierto en el valle inferior del río Lea en Londres, y una gran vasija en la Galería de Arte de Manchester.

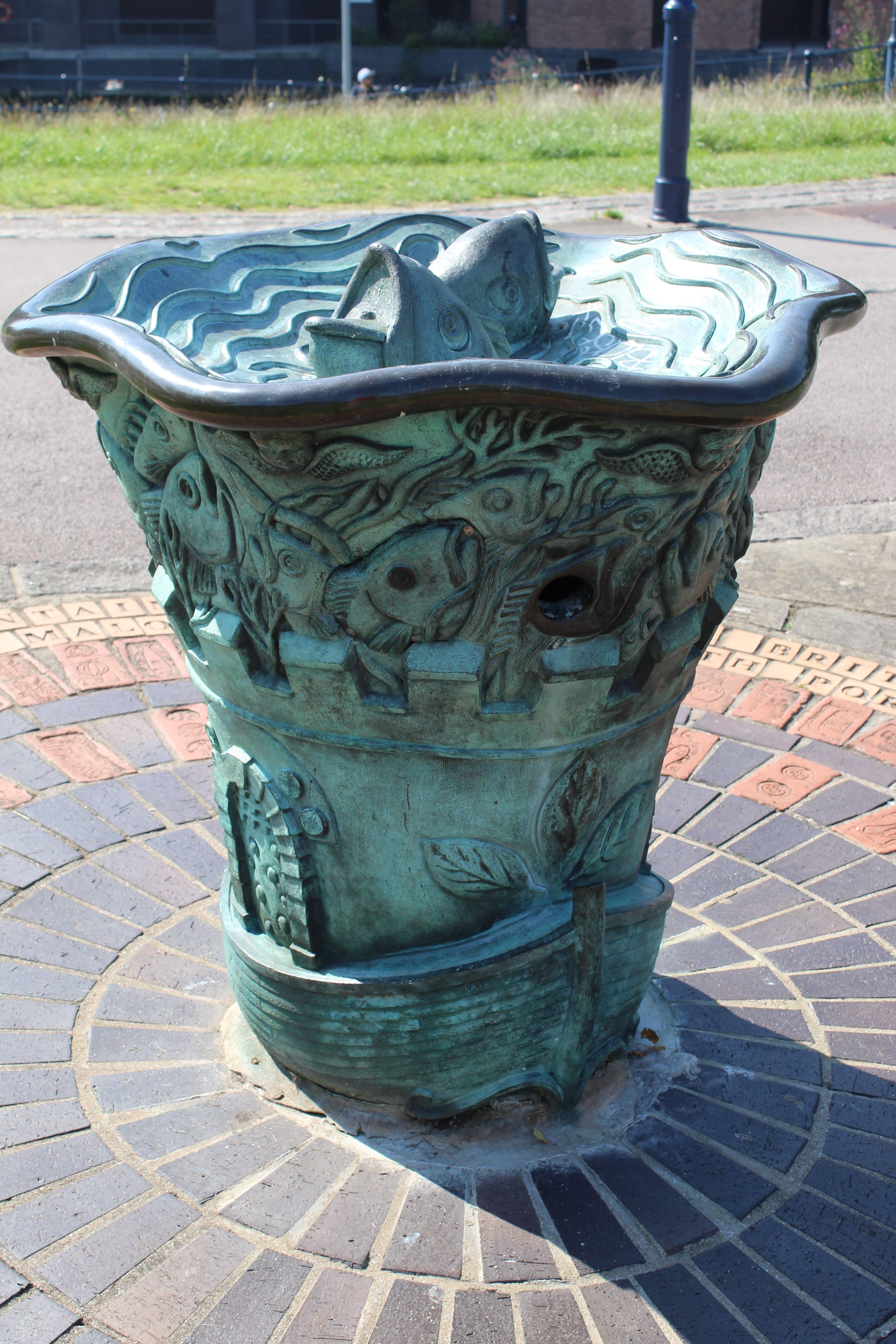
Fish (Pez) en Castle Park, Bristol
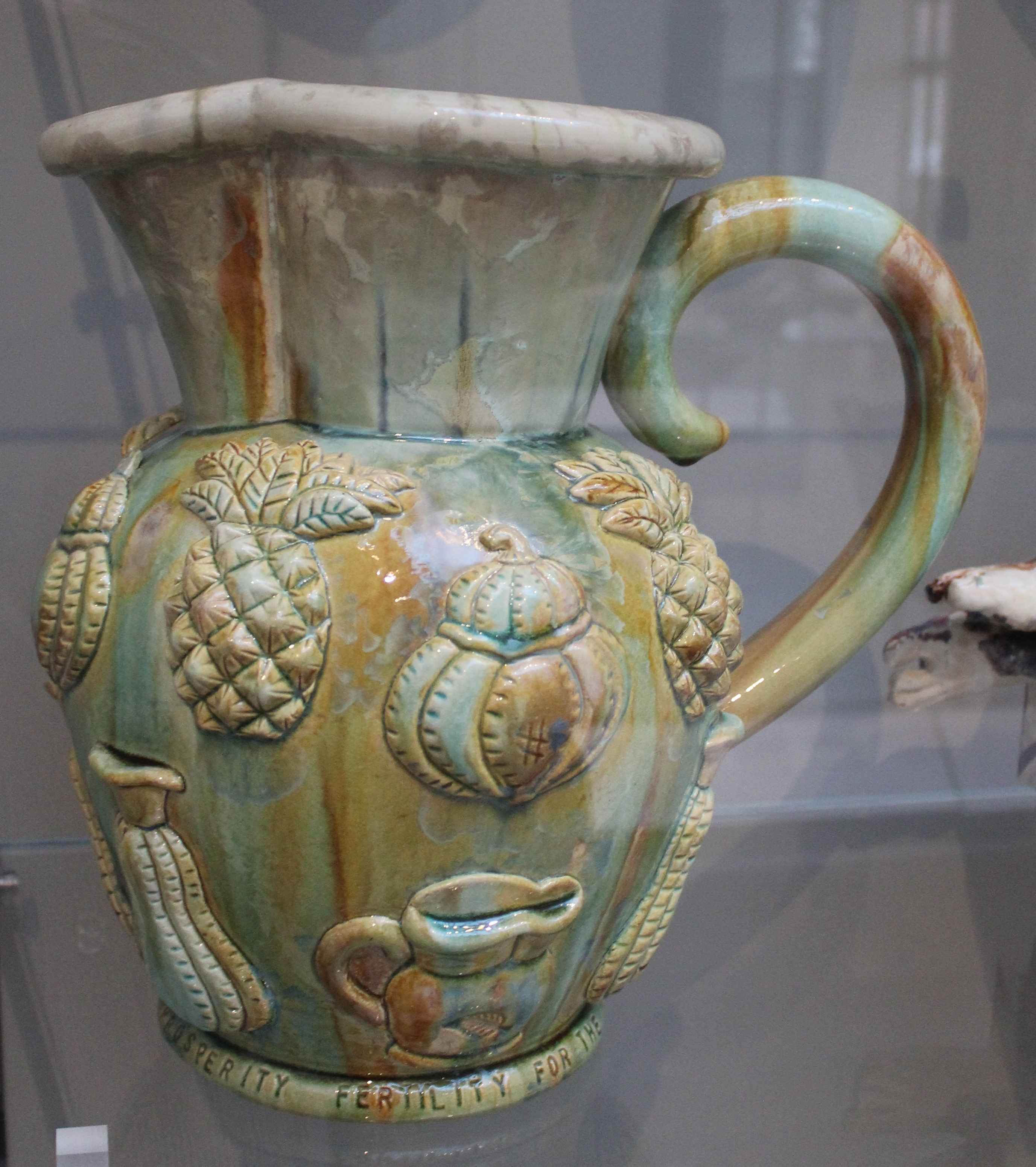
Millennium Jug of Symbols (Jarra de Símbolos del Milenio) en el Museo Victoria y Alberto de Londres
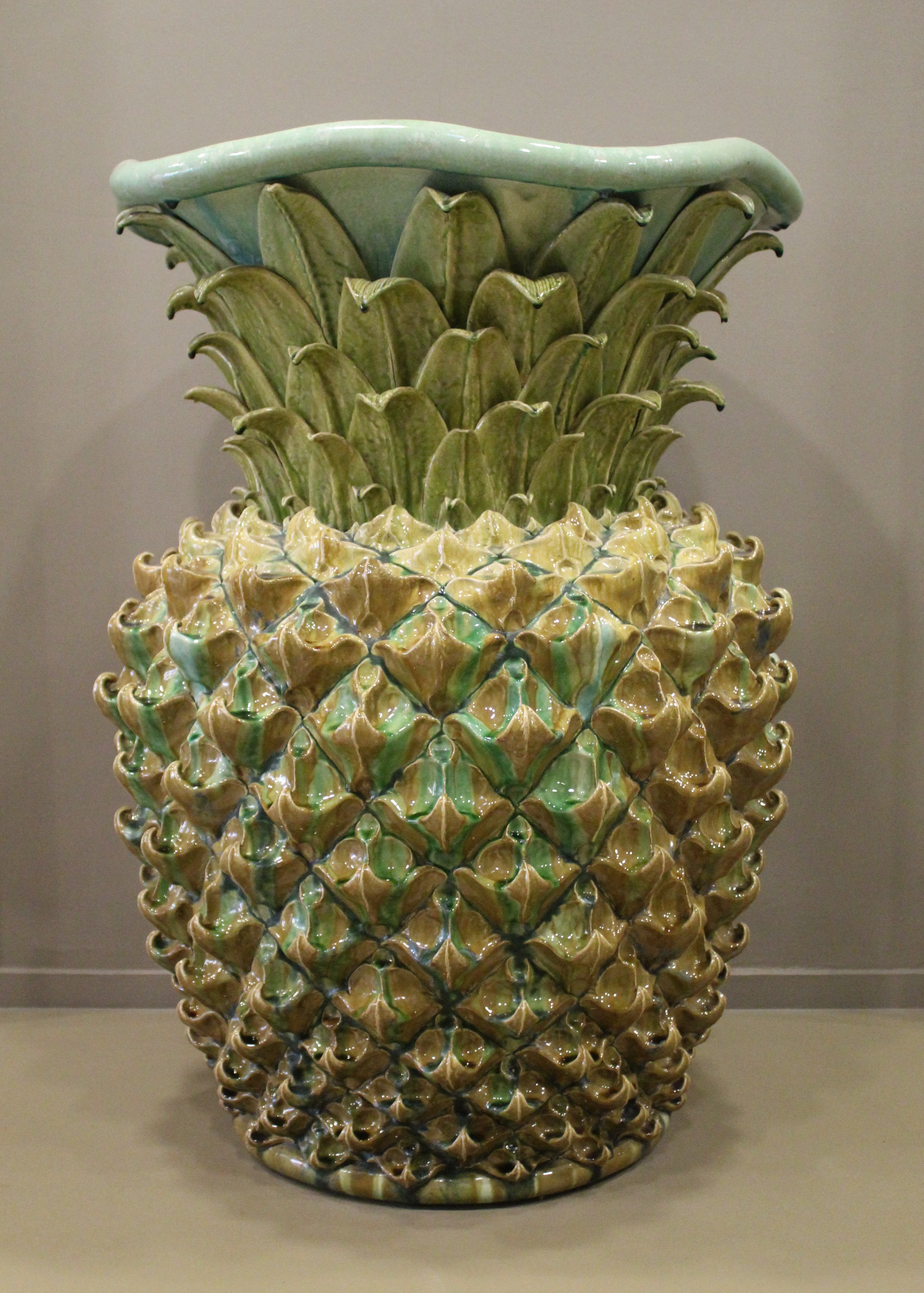
Queen Pineapple (Reina Piña) en la colección de la Manchester Art Gallery

Malone participó como juez, junto con el conocido ceramista británico Keith Brymer Jones, en The Great Pottery Throw Down (2015-2017), un programa  de la BBC2 en el que un grupo de alfareros aficionados compite para completar dos desafíos de diseño y creación de una pieza cerámica.

## Reconocimientos
Malone trabajó con el estudio de arquitectura EPR Architects en un proyecto en el número 24 de Savile Row, en Londres, que consistió en la fabricación manual de 10.000 baldosas de cerámica esmaltadas. Este proyecto obtuvo el primer premio WAN (World Architecture News) de Fachadas en 2015.
Malone fue distinguida como Miembro de la Orden del Imperio Británico (MBE) en los Birthday Honours de 2019 por sus «servicios al arte cerámico del Reino Unido».
Fue finalista en la 5ª edición del LOEWE Foundation Craft Prize, celebrado en Seúl en 2022